# 什利亞霍韋 (札波羅熱州)
47°26′16″N 34°52′4″E / 47.43778°N 34.86778°E
什利亞霍韋（羅馬化：Shliakhove），2016年前稱什利亞赫伊利恰（烏克蘭語：Шлях Ілліча），是位於烏克蘭東南部的村莊，由扎波羅熱州瓦西里夫卡區布拉霍維申卡市鎮責管轄。該村始建於1928年，面積0.15平方公里，2001年人口40，人口密度每平方公里264.9人。